# 빌리 워드
빌리 워스(Billy Wirth, 1962년 6월 23일 ~ )는 미국의 배우, 각본가, 영화 제작자, 모델이다.

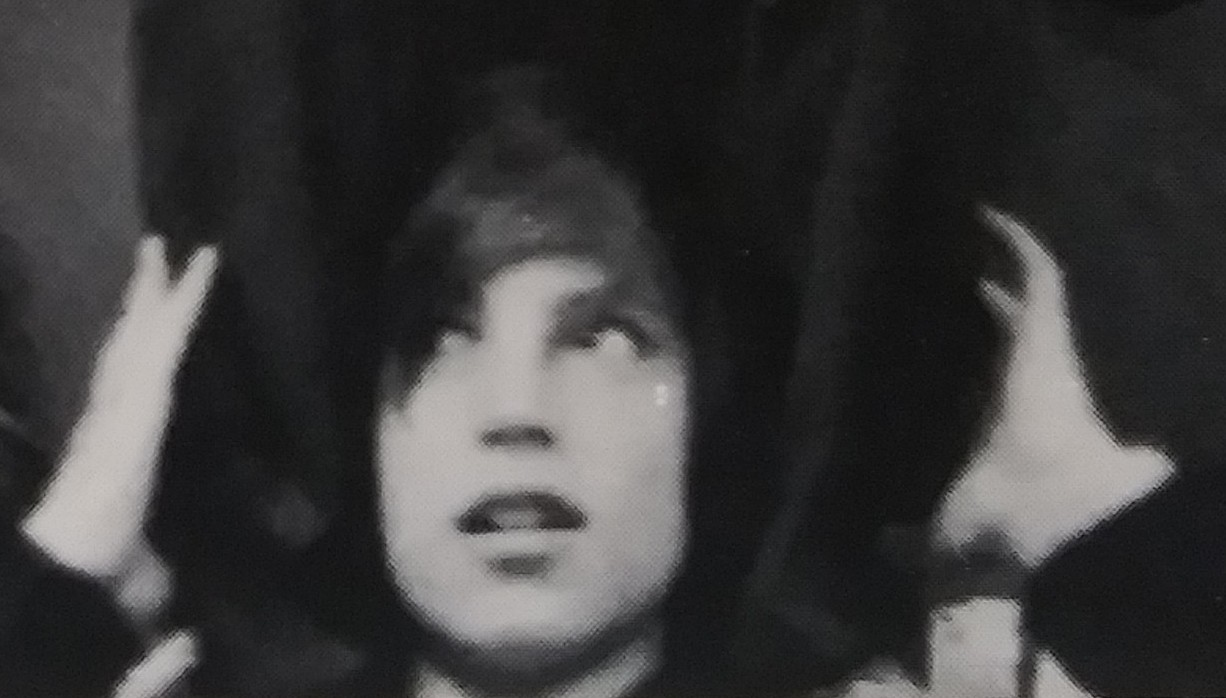
빌리 워스(1975)

뉴욕에서 태어났다.

## 출연 작품
- 이터널 코드 (2019년) - 마크 역
- 미들라이프 (2013년)
- 듀레스 (2009년)
- 파우더 블루 (2009년) - 데이빗 역
- 더 드론 바이러스 (2004년) - 스태판 역
- 탤런트 기븐 어스 (2004년) - 빌리 역
- 재회 (2001년)
- 미 앤 윌 (1999년)
- 괜찮아.. 그냥 섹스라니까 (1998년) - 제러드 바토지악 역
- 미래 전사 (1997년)
- 스페이스 마린 (1996년)
- 비너스 라이징 (1995년)
- 보이즈 온 더 사이드 (1995년) - 닉 역
- 반항의 장벽 (1994년)
- 애증의 심판 (1994년)
- 파이널 미션 (1994년)
- 보디 에일리언 (1993년) - 팀 영 역
- 파괴 도시 (1992년)
- 레드 슈 다이어리 (1992년)
- 워 파티 (1988년)
- 로스트 보이 (1987년) - 드웨인 역
- 천국에서의 6분 (1985년) - 주 크너드슨 역

### 텔레비전
- 와이즈가이 (1987년)